# Arthur Levitt
Pour les articles homonymes, voir Levitt.
Arthur Levitt, né le 3 février 1931 à Brooklyn (New York), est un haut fonctionnaire démocrate et homme d'affaires américain. Il est président de la Securities and Exchange Commission (SEC) entre 1993 et 2001.